# たいへんだぁ
『たいへんだぁ』は、日本の楽曲。作詞：遊なおこ、作曲：山本正之、編曲：赤坂東児、歌：東京放送児童合唱団。NHK『みんなのうた』の1986年8月 - 9月の楽曲。

## 概要
バブル景気を反映して過熱する子どもの塾通いを歌った楽曲で、塾から塾へ時間と競争するようにスケジュールをこなす子どもの姿が描かれている。
映像は『柔道一直線』・『ミラクル少女リミットちゃん』などで知られる永島慎二の絵を、大橋学によってアニメ化。永島の『みんなのうた』担当は、1985年の『火星のサーカス団』・1986年の『あの橋わたれ』に次ぎ3回目にして最後。
放送から29年後の2015年8月 - 9月に初めて再放送、2020年にはリクエスト枠で4年半ぶりに再放送された。